# Синдром отмены
Синдром отмены, реакция отмены, или состояние отмены, — реакция организма, возникающая при прекращении или снижении приёма лекарственного средства и проявляющаяся ухудшением состояния пациента (развитием симптомов или состояний, на устранение которых было направлено действие препарата, а порой и возникновением качественно новых симптомов или состояний, отсутствовавших у пациента прежде). Под синдромом отмены также понимается синдром, возникающий в результате прекращения интенсивного употребления любых психоактивных веществ, также называемый «абстинентным состоянием»
Примеры: повышение артериального давления после отмены гипотензивного средства; усиление стенокардии после отмены антиангинальных средств; проявление острого синдрома отмены у новорождённого, возможное в случае, если мать принимала фенобарбитал в III триместре беременности.

## Факторы риска синдрома отмены
Синдром отмены характерен в первую очередь для препаратов, быстро выводящихся из организма; чем быстрее выводится из организма препарат, тем ярче может быть выражен синдром отмены.
Факторами риска возникновения может быть не только прекращение приёма лекарственного средства — синдром отмены может проявиться и на фоне лечения, в промежутках между действием очередных доз препарата. Одну из разновидностей синдрома отмены представляет собой «феномен нулевого часа» (англ. zero-hour phenomenon): симптомы возникают вследствие того, что интервал между приёмом очередных доз достаточно велик — к примеру, они могут возникнуть в утренние часы, перед приемом очередной дозы препарата, когда закончилось действие предыдущей его дозы. Другой разновидностью является феномен рикошета (англ. rebound effect), или феномен отрицательного последействия: синдром отмены возникает оттого, что препарат очень быстро выводится из организма — при приёме некоторых лекарственных средств короткого действия либо если выбран способ введения препарата в организм, позволяющий резко прекратить поступление лекарства (к примеру, при резком прекращении внутривенного введения препарата).

## Некоторые примеры
К препаратам, характеризующимся высоким риском развития синдрома отмены, относятся, в частности:
- Некоторые антидепрессанты[5][6][7]
- Антипсихотические препараты[8][9][10][11]
- Барбитураты
- Бензодиазепины
- Опиаты
- Психостимуляторы (состояние отмены стимуляторов — «крэш», англ. crash)